# (500281) 2012 PD13
(500281) 2012 PD13 es un asteroide perteneciente al cinturón de asteroides, descubierto el 10 de agosto de 2012 por el equipo del Spacewatch desde el Observatorio Nacional de Kitt Peak, Arizona, Estados Unidos.

## Designación y nombre
Designado provisionalmente como 2012 PD13.

## Características orbitales
2012 PD13 está situado a una distancia media del Sol de 2,864 ua, pudiendo alejarse hasta 3,232 ua y acercarse hasta 2,496 ua. Su excentricidad es 0,128 y la inclinación orbital 10,58 grados. Emplea 1770,81 días en completar una órbita alrededor del Sol.

## Características físicas
La magnitud absoluta de 2012 PD13 es 16,4.